# محمد زكي الدين إبراهيم
محمد زكي الدين إبراهيم (ولد في 22 أغسطس 1906 - توفي 7 أكتوبر 1998) كان إماما أزهريا، ومؤسس العشيرة المحمدية وعضوا بالمجلس الأعلى للشئون الإسلامية والهيئة العليا للدعوة بالأزهر برئاسة الدكتور عبد الحليم محمود. كما كان عضوًا إداريًّا عاملًا في أكثر من جماعة وهيئة ولجنة إسلامية اجتماعية وثقافية عامة وخاصة، رسمية وشعبية، بمصر والخارج، منها مدرسة أبولو للشعراء بدعوة من الشاعر أحمد شوقي.

## حياته
ولد في محافظة القاهرة في 22/8/1906، بمنزل والده بحي بولاق أبو العلا، ووالد الشيخ هو العالم الأزهري الشيخ إبراهيم الخليل بن علي الشاذلي، صاحب كتاب (المرجع: معالم المشروع والممنوع من ممارسات التصوف المعاصر)، وله سلسلة مقالات نشرت في جريدة الإخوان سنة 1932 م، كما أن له بعض المقطوعات من الشعر الروحي الرائق، وقد جمعتها مع نبذة عن حياته وطبعت في رسالة مطبوعة.
وجَدّ الشيخ لأمه هو الشيخ محمود أبو عليان، أحد شيوخ الطريق العلماء المجددين، تتلمذ على يد الشيخين الجليلين الشيخ حسن العدوي الحمزاوي، والشيخ عليش شيخ مالكية عصره، وقد أثنى عليه ومدحه وترجم له الدكتور عبد المنعم خفاجي في كتابه عن التصوف.حفظ القرآن الكريم على يد الشيخ جاد الله عطية بالقراءات المختلفة، بـ مسجد السلطان أبي العلاء حيث كانت تقيم أسرته، وأتم حفظه عن ظهر قلب على يد الشيخ أحمد الشريف بـ مسجد سيدي معروف، وكان حينئذ بين التاسعة والعاشرة من عمره.
وفي الأزهر الشريف اعتنى بكتاب الله تعالى وتفاسيره وكتب إعرابه ومعانيه، وقراءاته، وعلومه بأنواعه وقد ظهر أثر ذلك واضحاً في حياته (خطابة وتدريساً وتأليفاً وفتوى وإرشاداً). تدرج تعليمه فحصل على العالمية القديمة من الأزهر الشريف، وكان ذلك في الفترة ما بين 1926 إلى 1930م.

## حياته العملية

### العمل الصحفي
اشتغل شيخنا الإمام محمد زكي إبراهيم بالكتابة في الصحف والمجلات السيارة (الأدبية والعامة والإسلامية)، منذ أواخر العشرينات؛ فكتب في مجلات: الأزهر، ومنبر الإسلام، واللواء الإسلامي، والمسلم، والخلاصة، والعمل، والرسالة الإسلامية، والتصوف الإسلامي، وجريدة الإخوان المسلمين الأسبوعية، والسياسة الأسبوعية، والنهضة الفكرية، والفجر، وأبولو وعقيدتي، والأخبار، والأهرام، والجمهورية.. وغيرها من المجلات..
وقد أسس جماعة (الروّاد الأوائل)، وكان يقوم بتحرير مجلتها (التعارف).
واشتغل في الخمسينات بتحرير وإدارة مجلة (الخلاصة) لصاحبها الأستاذ سيد مصطفى، أمين رابطة الإصلاح، ثم بتحرير وإدارة مجلة (العمل) لصاحبها الأستاذ عبد العليم المهدي، ثم أسس مجلته (المسلم) سنة 1950 م، وقام بوضع منهجها وتحريرها وإدارتها وتطويرها والإشراف عليها إلى وفاته.
وقد تنوعت مقالات الشيخ وكتاباته؛ فكان منها المقال الديني، والاجتماعي، والتاريخي، والأدبي، والسياسي، وكان منها البحث الأكاديمي، والمقال الصحفي
- أسس (المؤتمر الصوفي العالمي) و (مؤتمر المرأة المسلمة)، الذي عقد في أوائل الخمسينيات، واشتركت فيه الجماعات الإسلامية، وكان له صداه في العالم كله، وكان من أقدم مؤسسي جمعية الإخوان المسلمين، ثم تركها مع الدكتور (إبراهيم حسن).

### المناصب
بعد أن حصل على العالمية الأزهرية لم يجد عملاً في ذلك الوقت، حتى تقدم للتدريس بالمدارس الأميرية بمحافظة بني سويف، وظل هناك مؤدياً عمله عدة سنوات، ثم عاد إلى القاهرة مدرساً أيضاً، وظل يتدرج في وظائف التعليم المختلفة، حتى أصبح رئيساً للسكرتارية العامة للتعليم الحر المسمى بالتعليم الخاص الآن، ثم عين مفتش قسم، وكان القسم وقتها يعني القسم الإداري.
وقد عمل أيضاً: أستاذاً ومحاضراً للدراسات العليا بالمعاهد العالية ومعهد الدراسات الإسلامية ومعهد إعداد الدعاة، وحاضر أيضاً بالدراسات العليا في بعض الكليات الأزهرية ودورات إعداد الأئمة والوعاظ والبعوث الإسلامية.
وعمل بعض الوقت مديراً لمؤسسة (الزفاف الملكي)، والتي سميت بعد الثورة (مؤسسة البر الأميرية)، كما كان أميناً عاماً لجمعيات الشبان المسلمين ومرشداً دينياً، وعمل بعدة مناصب أخرى، وأخيرا تفرغ لإدارة جمعية العشيرة المحمدية، ونشر فكرتها ودعوتها ومنهجها.

## وفاته
تُوفي في 7 أكتوبر 1998، ودفن بجوار أبيه وجده بقايتباي القاهرة.

## مؤلفاته
- أبجدية التصوف الإسلامي: عن أهم وأكثر ما يدور حول التصوف الإسلامي، فيما هو له وما هو عليه، بين أعدائه وأدعيائه.
- الأربعون حديثاً الحاسمة ردعاً للطوائف المكفَّرة الآثمة.
- الإسكات بركات القرآن علي الأحياء والموتى: من الحديث النبوي.
- أصول الوصول: أدلة أهم معالم الصوفية الحقة من صريح الكتاب وصحيح السنة.
- أمهات الصلوات النافلة: الصلوات النافلة ومسائلها وأحكامها من الكتاب والسنة.
- أهل القبلة كلهم موحدون: يبين أن أهل القبلة كلهم موحدون، وكل مساجدهم مساجد التوحيد، ليس فيهم كافر ولا مشرك، وإن عصى وخالف،
- بحوث في لغة القرآن: وهي مجموعة من البحوث في مفردات القرآن وكلماته، وما فيها من إعجاز لغوي وتركيب فريد، وقد تطرق فيها لشيء من علوم القرآن الكريم، نشر بعض هذه البحوث بمجلة منبر الإسلام التي يصدرها المجلس الأعلى للشئون الإسلامية، وبعضها أذيع في برنامج (لغة القرآن).
- تفسير آيات مختارة من كتاب الله تعالى، كآيات البر من سورة البقرة، وأوائل سورة الإنسان، وغيرها، وهو ما زال مخطوطاً، أسأل الله تعالى أن يوفق لطباعته.
- حكم العمل بالحديث الضعيف: حول جواز العمل بالحديث الضعيف في فضائل الأعمال بشرطه عند علماء الحديث، وإن الضعيف جزء من الحديث المقبول عند أهل هذا الفن.
- حول معالم القرآن، على طريقة المحدّثين في قضايا ومعلومات قرآنية هامة.وهو مطبوع، وفيه معلومات وحقائق لا يستغني عنها عالم ولا معلِّم ولا متعلم، وثقافة قرآنية أساسية، بمنهج علمي، مع ذكر الدليل، على طريقة تجمع بين الفقه والحديث.
- حياة الأروح بعد الموت
- الخطاب: خطاب صوفي جامع من الإمام الرائد إلى أحد كرام مريديه.
- ديوان البقايا: شـعر صوفي واجتماعي فني مـعاصر عميق (وهو مطبوع في مجلدين).
- ديوان المثاني: الجزء الأول، والجزء الثاني: مثاني من الأبيات الشعرية تستغرق أغراضا مختلفة، وحكماً وتوجيهات، وآداباً وصوفيات رائعة.
- عصمة النبي ونجاة أبويه وعمه: ردٌ على أقوال المنكرين، وتأكيد لعصمة النبي ﷺ، وحلول المشاكل المدعاة حولها بقواطع الأدلة، مع بحث خاص بمعجزات النبي ﷺ.
- فقه الصلوات والمدائح النبوية: بحث جديد في فقه السيرة من الصلوات ومدائح الشعر والنثر قـدمه للأزهـر في مؤتمر الفقه والسيرة العالمي.
- فواتح المفاتح: الدعاء وشروطه وآدابه وأحكامه.
- القرآن، وفضائل بعض سوره، وانتفاع الميت به، والتداوي والرقية والعلاج بالقرآن.
- قضية الإمام المهدي: في تأكيد أن المهدي حق، ولكن لم يأت زمانه بعد، عقلاً ونقلاً.
- لحظات التجلي، تفسير مختارات من سور القرآن، منها التوبة والحجرات، وقد فقد في حياة شيخنا عند نقل مكتبته كما أخبرني.
- ليلة النصف من شعبان: قيامها، فضلها، الدليل الحاسم على إحيائها.
- المحمديات
- مراقد أهل البيت في القاهرة: يحقق أن رأس الإمام الحسين  وجثمان السيدة زينب وغيرهما من آل البيت بالقاهرة، تاريخا وواقعاً.
- معارج البهاء الأقدس لمحات من فقه المعرفة ودرس في التوحيد من سورة الإخلاص، وقد طبع مؤخراً، حول سورة الإخلاص وفضلها وما حوته من معاني التوحيد، جمعاً بين العقيدة والتفسير والتصوف، وعلى صغر حجم هذا الكتاب، فإن مادته العلمية متخصصة، وعبارته محققة موجزة.
- معالم المجتمع النسائي في الإسلام: أحكام وقضايا النساء المختلفة بأسلوب علمي ميسر.
- مفاتح القرب
- يا ولدي
- قضية الإمام المهدي بين الرفض والقبول
- مختصر كنز الإيقان في تاريخ مولانا القطب العارف بالله تعالى سيدنا الشيخ أبو عليان